# Serguéi Gorshkov
Serguéi Geórgievich Gorshkov (en ruso: Серге́й Гео́ргиевич Горшко́в; 3 de febrerojul./ 16 de febrero de 1910greg. - 13 de mayo de 1988) fue un destacado oficial naval de la Unión Soviética, que comandó la mayor expansión de la Armada Soviética entre las Armadas del mundo. Comandante en Jefe de la Armada, Viceministro de Defensa de la URSS (1956-1985). Dos veces héroe de la Unión Soviética (1965, 1982). Condecorado con el Premio Lenin (1985) y el Premio Estatal de la URSS (1980). Miembro del Comité Central del PCUS (1961-1988) y Diputado del Sóviet Supremo de la URSS de la 4 a 11 convocatorias (1954-1974).

## Biografía

### Infancia y juventud
Sergei Georgievich Gorshkov nació el 26 de febrero (13 según el estilo antiguo) de 1910, en la ciudad de  Kamianets-Podilskyi, provincia de Volyn del Imperio Ruso (ahora el Óblast de Jmelnitski, Ucrania,) en el seno de una familia de maestros de escuela formada por Georgy Mikhailovich Gorshkov y Elena Feodosievna Gorshkov. Pasó su infancia en Kolomna, cerca de Moscú. Después de graduarse de la escuela secundaria N.º 9 ingresó en la Facultad de Física y Matemáticas de la Universidad Estatal de Leningrado. En 1927 abandonó la universidad.
Se unió a la Marina en 1927, graduándose de la Escuela Naval Superior Frunze (hoy en día llamada Instituto Naval de San Petersburgo) en Leningrado, en 1931. Comenzó a servir en la Flota del Mar Negro (entonces conocida como las Fuerzas Navales del Mar Negro)ː desde diciembre de 1931, como oficial de guardia a bordo del destructor Frunze. Rápidamente se convirtió en navegante de ese mismo buque un mes después y en marzo de 1932 se transfirió a la Flota del Pacífico para servir en el mismo puesto a bordo del minador Tomsk. Promovido a navegante insignia de la brigada de colocación de minas y barrido de minas de la flota en enero de 1934, Gorshkov recibió el mando del buque patrullero Buran de la clase Uragan en noviembre de ese mismo año.
desde noviembre de 1931 fue el jefe de guardia del destructor Frunze, desde diciembre de 1931, el navegante de este mismo destructor. Pero ya en marzo de 1932 fue trasladado a la Flota del Pacífico, donde se desempeñó como navegante en el buque minador Tomsk, desde enero de 1934 fue navegante insignia de la brigada de obstáculos y arrastre, desde noviembre de 1934 - el comandante de la patrullera Burun.
Estudió en cursos para comandantes de destructores entre diciembre de 1936 y marzo de 1937, convirtiéndose en comandante del destructor Razyashchy una vez completado. Desde octubre de 1937, fue jefe de personal, y desde mayo de 1938, comandante de la 7.ª Brigada Naval de la Flota del Pacífico. Al frente de la brigada, participó en la Batalla del Lago Jasán.
En junio de 1940 fue trasladado de nuevo a la Flota del Mar Negro y nombrado comandante de una brigada de cruceros. En abril de 1941, completó los cursos de formación avanzada para el personal de mando superior en la Academia Naval Voroshilov (hoy en día llamada Academia Naval Kuznetsov) en Leningrado.

### Segunda Guerra Mundial
Desde los primeros días después del inicio de la Operación Barbarroja, la invasión alemana de la Unión Soviética, la brigada participó en las operaciones con la Flota del Mar Negro. Gorshkov fue ascendido a contraalmirante el 16 de septiembre. Durante el asedio de Odesa, Gorshkov llevó a cabo un desembarco en el área de Grigorievka antes de tomar el mando de la Flotilla del Azov en octubre. En septiembre de 1941, durante las batallas por Odesa, Sergei Gorshkov, de 31 años, recibió el título de Contralmirante.

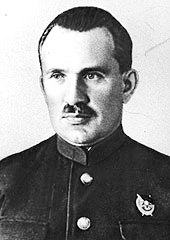
Serguéi Gorshkov durante la Segunda Guerra Mundial

A finales de diciembre y principios de enero de 1942, comandó la operación de desembarco Kerch-Feodosia, en la costa norte de la península de Kerch. Durante agosto, Gorshkov comandó 150 buques de guerra de la flotilla en una ruptura del mar de Azov al mar Negro después de la retirada de las tropas soviéticas a Novorossíisk.
Después de la ocupación por parte de las tropas nazis de Crimea, la Flotilla del Azov fue disuelta, y Gorshkov se convirtió en subcomandante de las fuerzas navales y miembro del recién creado consejo militar del Distrito de Defensa de Novorossíisk. El 2 de septiembre, se le confió el mando directo de la defensa de Novorossiysk. Sergei Georgievich instaló su puesto de mando en la propia ciudad en el sótano de un edificio escolar. Gorshkov comandó temporalmente las tropas del 47.º Ejército integrado en el Frente Transcaucásico (general del ejército Iván Tyulenev), que defendían la región en noviembre durante la Batalla del Cáucaso (el único caso de comandar un ejército de armas combinadas por un comandante naval en la Gran Guerra Patria).
En enero de 1943, la flotilla militar del Azov fue reactivada y Gorshkov fue reelegido como su comandante. Bajo su mando, la flotilla en 1943 ayudó activamente a las tropas soviéticas en las operaciones para liberar el sur de Ucrania y en la operación ofensiva Novorossiysk-Taman. Las fuerzas de la flotilla llevaron a cabo una serie de operaciones de desembarco en el Mar de Azov, con el objeto de expulsar de Crimea a las tropas nazis, Así organizó y comandó los desenbarcos anfíbios en: Verbyanoy Spit, Taganrog, Mariúpol, Osipenko, Temriuk. Durante la operación Kerch-Eltigen, la flotilla de Azov bajo su mando desembarcó las principales fuerzas soviéticas cerca de Kerch y proporcionó apoyo de fuego pesado desde el mar a las tropas soviéticas en la cabeza de puente.
Por su hábil liderazgo en operaciones anfibias, recibió la Orden de Kutúzov de 1.ª grado, mientras que recibió la Orden de Ushakov, 2.ª clase, por su mando de la flotilla durante la liberación de Crimea.
En la primavera de 1944, la flotilla militar de Azov se reorganizó en la flotilla militar del Danubio. Durante la 2.ª Ofensiva de Jassy-Kishinev, la flotilla ayudó con éxito a las tropas del 3.er Frente Ucraniano a cruzar el estuario del Dniéster y aseguró un gran avance en las líneas de defensa alemanas. En septiembre-noviembre de 1944, la flotilla brindó asistencia a las tropas del segundo y tercer frentes ucranianos durante la Liberación de Belgrado y el Sitio de Budapest.
El 25 de septiembre de 1944, Sergei Gorshkov recibió el rango de vicealmirante. En noviembre de 1944 Gorshkov fue nombrado comandante de escuadrón de la Flota del Mar Negro, puesto en el que se mantendría hasta el final de la guerra.

### Guerra Fría
Tras el final de la guerra, Gorshkov continuó al mando del escuadrón hasta convertirse en jefe de Estado Mayor de la Flota del Mar Negro en noviembre de 1948. En agosto de 1951, se convirtió en el comandante de la flota y fue ascendido a almirante el 3 de agosto de 1953. Después de su nombramiento en julio de 1955 como Primer Comandante en Jefe Adjunto de la Armada Soviética, Nikita Jrushchov lo nombró Comandante en Jefe de la Armada Soviética en enero de 1956.

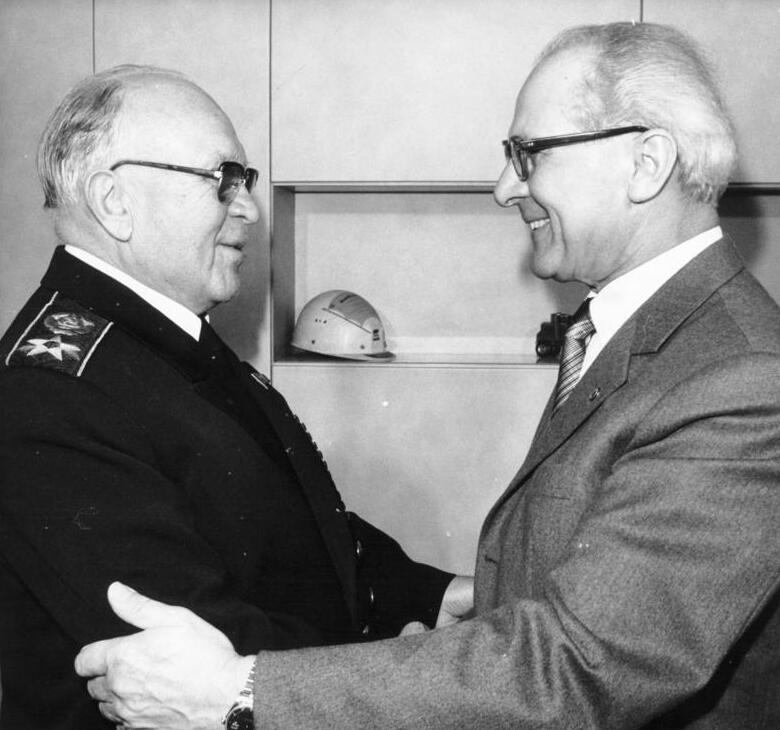
Serguéi Gorshkov y Erich Honecker en Berlín durante una visita oficial el 21 de enero de 1980

Como Comandante en Jefe de la Armada Soviética, Gorshkov sirvió simultáneamente como Viceministro de Defensa de la Unión Soviética, hasta que recibió el rango de almirante de la flota el 24 de abril de 1962. Bajo Leonid Brézhnev, Gorshkov supervisó una masiva acumulación naval de fuerzas de superficie y submarinas, creando una fuerza capaz de desafiar el poder naval occidental a fines de la década de 1970 . Esto incluyó la adopción de armas nucleares, que fueron transportadas por aviones y submarinos de misiles balísticos, así como el desarrollo de submarinos nucleares y helicópteros a bordo.
Para proyectar el poder militar soviético, Gorshkov envió barcos en largos cruceros y formó escuadrones operativos en el mar Mediterráneo y los océanos Atlántico, Pacífico e Índico, construyendo una marina de aguas azules. Recibió el título de Héroe de la Unión Soviética el 7 de mayo de 1965 y El 28 de octubre de 1967 fue promovido al rango de Almirante de la Flota de la Unión Soviética, el tercero y último de ellos. Este rango era equiparable al de Mariscal de la Unión Soviética
Gorshkov fue galardonado de nuevo con el título de Héroe de la Unión Soviética el 21 de diciembre de 1982. En diciembre de 1985, fue nombrado inspector general del Grupo de Inspectores Generales del Ministerio de Defensa de la URSS, puesto honorario para altos oficiales de edad avanzada. Sergéi Geórgievich Gorshkov falleció en Moscú el 13 de mayo de 1988 a los 78 años de edad y fue enterrado en el cementerio de Novodévichi (sección 11).
En 2006, el Ministerio de Defensa de la Federación de Rusia estableció la medalla Almirante Gorshkov. La fragata Almirante Gorshkov (en ruso: Адмира́л фло́та Сове́тского Сою́за Горшко́в), de la Clase Almirante Gorshkov, botada el 29 de octubre de 2010, en servicio en la Flota del Norte de la Armada Rusa, fue bautizada en su honor. Fue nombrado ciudadano Honorífico de las ciudades de Sebastopol (1974), Vladivostok (1985), Berdiansk (1974), Yeisk y Severodvinsk (1978).

## Promociones
- Capitán de tercer rango (1937).
- Capitán de segundo rango (1939).
- Capitán de primer rango (1940).Almirante Serguéi Gorshkov

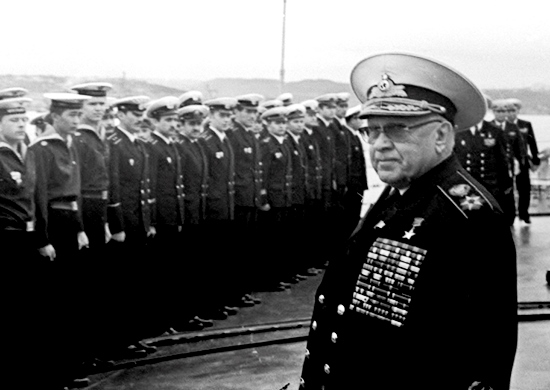
Almirante Serguéi Gorshkov

- Contralmirante (16 de septiembre de 1941).
- Vicealmirante (25 de septiembre de 1945).
- Almirante (3 de agosto de 1953).
- Almirante de la Flota (28 de abril de 1962).
- Almirante de la Flota de la Unión Soviética (28 de octubre de 1967).

## Ensayos y artículos
Sergéi Geórgievich Gorshkov fue autor de más de 230 publicaciones históricas y teóricas militares, entre los que ocupa un lugar especial el monográfico "El poder marítimo del Estado". Este libro se convirtió en un clásico de la geopolítica mundial, pasó por varias ediciones en la URSS, fue traducido a varios idiomas y publicado en más de treinta países extranjeros. Así como de varios libros sobre su experiencia en la Segunda Guerra Mundial.
- Gorshkov S. G. Poder marítimo del estado. - Moscú: Publicaciones militares, 1976.
- Gorshkov S.G. La Armada. - Moscú: Publicaciones militares, 1977.
- Gorshkov S.G. En guardia de la Patria. - Moscú, 1980.
- Gorshkov S. G. Problemas de estudio y desarrollo del océano mundial. - Riga, 1982.
- Gorshkov S.G. En el flanco costero sur (otoño de 1941 - primavera de 1944). - Moscú: Military Publishing, 1989.- 286 p. - ISBN 5-203-00144-8.
- Gorshkov S.G. En la Orden Naval (Memorias militares). - SPb.: LOGOS, 1996 .-- P. 407 .-- 200 copias. - ISBN 5-87288-127-4.
- Gorshkov S.G. Flota del Mar Negro en la Batalla por el Cáucaso. // Revista de Historia Militar. - 1974. - Núm. 3. - P.13-26.
- Gorshkov S. G. Uso operativo y estratégico de la Armada en la Gran Guerra Patria. // Historia militar zhu

## Condecoraciones

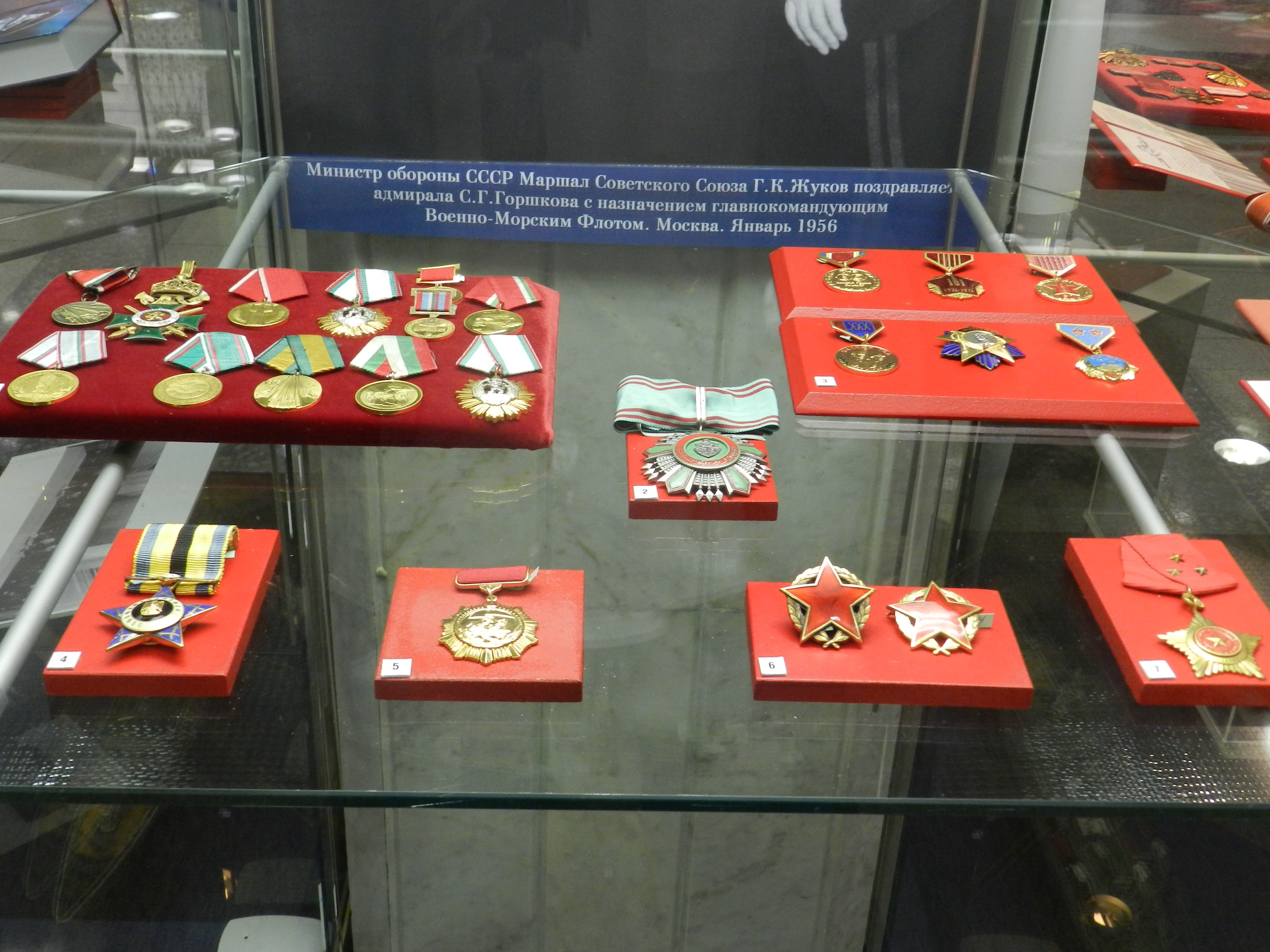
Condecoraciones extranjeras del almirante Gorshkov.

Sergéi Geórgievich Gorshkov recibió las siguientes condecoraciones soviéticasː
- Héroe de la Unión Soviética, dos veces (1965 y 1982)
- Orden de Lenin, siete veces  (1953, 1960, 1963, 1965, 1970, 1978, 1982)
- Orden de la Revolución de Octubre (1968)
- Orden de la Bandera Roja, cuatro veces (1942, 1943, 1947, 1959)
- Orden de Ushakov de 1.ª clase (1945) y de 2.ª clase (1944)
- Orden de Kutúzov de 1.ª clase (1943)
- Orden de la Estrella Roja (1944);
- Orden de la Guerra Patria de 1.ª clase (1985)
- Orden del Servicio a la Patria en las Fuerzas Armadas de 3.ª clase
- Medalla al Servicio Distinguido en la Vigilancia de las Fronteras del Estado;
- Medalla por el fortalecimiento de la cooperación militar

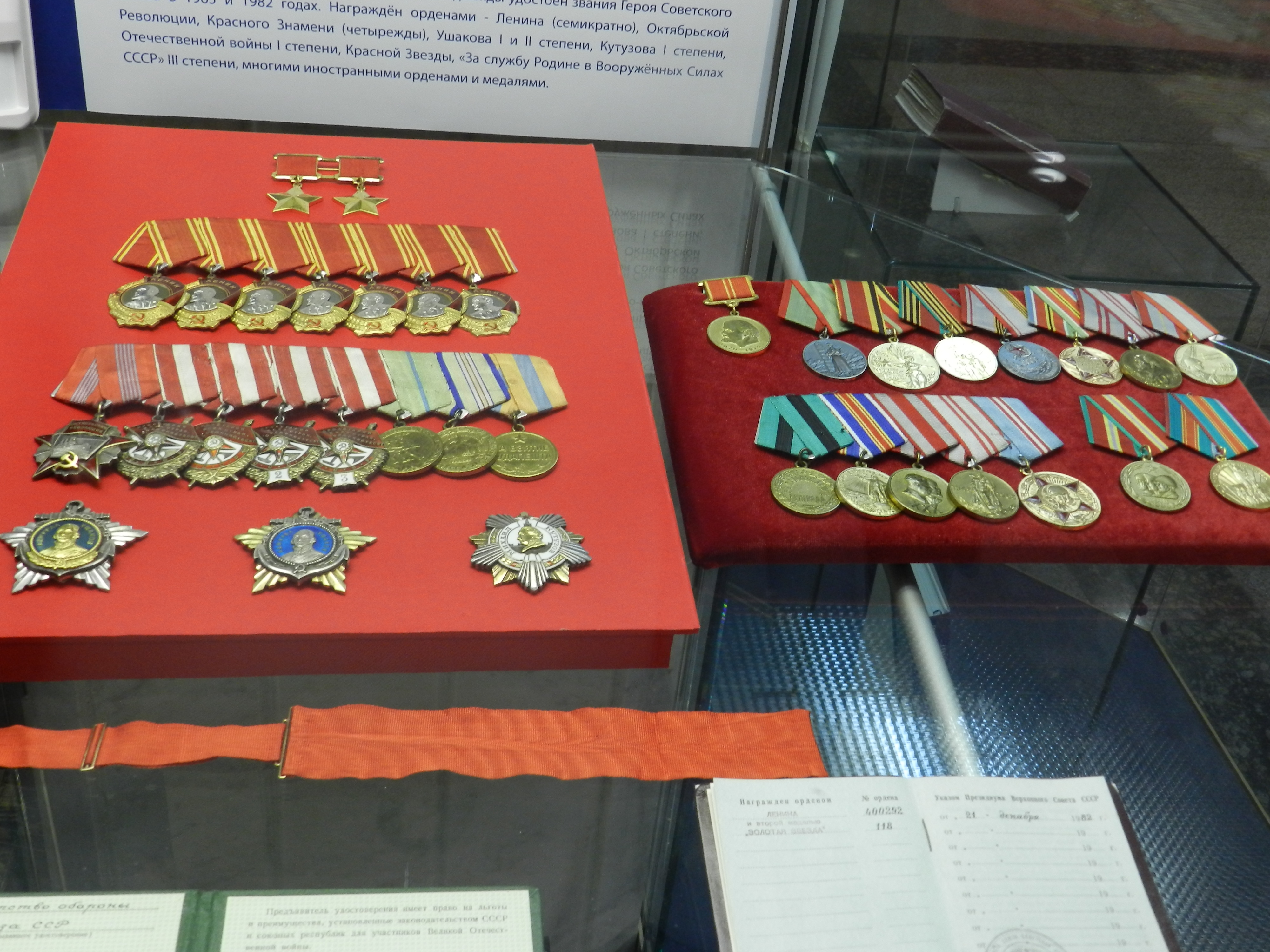
Condecoraciones soviéticas de Serguei Gorshkov en el Museo Central de la Gran Guerra Patria de 1941-1945. (Museo de la Victoria)

- Medalla Conmemorativa por el Centenario del Natalicio de Lenin
- Medalla por la Defensa de Odesa
- Medalla por la Defensa del Cáucaso
- Medalla por la Liberación de Belgrado
- Medalla por la Conquista de Budapest
- Medalla de la victoria sobre Alemania en la Gran Guerra Patriótica 1941-1945
- Medalla Conmemorativa del 20.º Aniversario de la Victoria en la Gran Guerra Patria de 1941-1945
- Medalla Conmemorativa del 30.º Aniversario de la Victoria en la Gran Guerra Patria de 1941-1945
- Medalla Conmemorativa del 40.º Aniversario de la Victoria en la Gran Guerra Patria de 1941-1945
- Medalla de veterano de las Fuerzas Armadas de la URSS
- Medalla del 30.º Aniversario de las Fuerzas Armadas de la URSS
- Medalla del 40.º Aniversario de las Fuerzas Armadas de la URSS
- Medalla del 50.º Aniversario de las Fuerzas Armadas de la URSS
- Medalla del 60.º Aniversario de las Fuerzas Armadas de la URSS
- Medalla del 70.º Aniversario de las Fuerzas Armadas de la URSS
- Medalla Conmemorativa del 250.º Aniversario de Leningrado
- Medalla Conmemorativa del 1500.º Aniversario de Kiev
- Premio Estatal de la URSS (1980)
- Premio Lenin (1985)

Además, recibió 52 órdenes y medallas extranjeras. En su honor se levantaron monumentos en las ciudades de Kolomna y Novorossisk; y en la sede de la Flota del Mar Negro hay una placa en su memoria.